# Gervanne
Pour les articles homonymes, voir Gervanne (homonymie).
La Gervanne est une rivière française qui coule dans le département de la  Drôme, en région Auvergne-Rhône-Alpes. C'est un affluent droit de la Drôme, donc un sous-affluent du Rhône.

## Géographie
La longueur de son cours d'eau est de 29,9 km. La Gervanne prend sa source dans les hauteurs du rebord occidental du massif du Vercors au niveau du col de la Bataille, à 1 200 m d'altitude. 
Son bassin s'ouvre vers le sud sur la vallée de la Drôme. Il se dirige globalement du nord vers le sud et rejoint la Drôme en rive droite, au niveau de la localité de Mirabel-et-Blacons, à 204 m d'altitude, à six kilomètres en amont de la ville de Crest.

### Communes et cantons traversés
Dans le seul département de la Drôme, la Gervanne traverse les six communes  suivantes, de l'amont vers l'aval, de Omblèze (source), Plan-de-Baix, Eygluy-Escoulin, Beaufort-sur-Gervanne, Montclar-sur-Gervanne et Mirabel-et-Blacons (embouchure).
Soit en termes de cantons, la Gervanne prend source et conflue dans le même canton de Crest, mais traverse le canton du Diois, le tout dans l'arrondissement de Die.

### Toponymes
La Gervanne a donné son nom aux deux communes suivantes de Beaufort-sur-Gervanne et Montclar-sur-Gervanne.

### Bassin versant
La Gervanne traverse une seule zone hydrographique La Gervanne identifiée V427 de 155 km2 de superficie. Ce bassin versant est constitué à 74,36 % de « forêts et milieux semi-naturels », à 25,23 % de « territoires agricoles », à 0,36 % de « territoires artificialisés ».

## Affluents
La Gervanne a huit affluents contributeurs référencés.
- le ruisseau Corbière ou ruisseau de Comberoufle (rd), 7,2 km sur les trois communes d'Omblèze (confluence), Le Chaffal (source), Léoncel.
- la Sépie (rg), 8,6 km sur les deux communes de Plan-de-Baix (confluence), Eygluy-Escoulin (source).
- le ruisseau de Fonteuse (rg), 4,9 km sur les deux communes de Beaufort-sur-Gervanne (confluence), Eygluy-Escoulin (source).
- le ruisseau des Baches (rg), 2,3 km sur la seule commune de Beaufort-sur-Gervanne.
- le Rieu Sec ou ruisseau de Combe Large (rd), 4,8 km sur les trois communes de Gigors-et-Lozeron, Beaufort-sur-Gervanne (confluence), Plan-de-Baix (source) avec un affluent :
  - le ruisseau de Combe Noir (rd), 3,5 km sur les deux communes de Gigors-et-Lozeron (source), Beaufort-sur-Gervanne (confluence)
- la Vaugelette ou ruisseau de Daillon (rg), 7,3 km sur les deux communes de Montclar-sur-Gervanne (confluence) et Eygluy-Escoulin (source) avec deux affluents et de rang de Strahler trois.
  - le ruisseau de Clabousac (rg) 3,2 km sur la seule commune de Montclar-sur-Gervanne avec un affluent :
    - le ruisseau de la Morouse (rd), 3 km sur les deux communes de Montclar-sur-Gervanne (confluence) et Eygluy-Escoulin (source).

  - le torrent des Novines (rg), 2,3 km sur la seule commune de Montclar-sur-Gervanne.
- le ruisseau de Chantemerle (rd), 5,4 km sur les trois communes de Gigors-et-Lozeron (source), Suze, Montclar-sur-Gervanne (confluence).
- la Romane (rd), 7,1 km sur les trois communes de Suze (source), Montclar-sur-Gervanne, Mirabel-et-Blacons (confluence) avec un affluent :
  - le ruisseau de Barry (rd), 4,9 km sur les deux communes Suze (source), Mirabel-et-Blacons (confluence)

Donc son rang de Strahler est de quatre.

## Hydrologie
La Gervanne est une rivière assez abondante, comme la plupart des cours d'eau issus des hauteurs bien arrosées de la Drôme, mais moins que les affluents de la Drôme situés plus à l'est comme le Bez. 

### La Gervanne à Beaufort-sur-Gervanne
Son débit a été observé depuis le 1er mai 1966 , à Beaufort-sur-Gervanne, à 325 m d'altitude, localité toute proche de son confluent avec la Drôme. Le bassin versant de la rivière y est de 108 km2 soit 70 % de la totalité de celui-ci, 155 km2.
Le module de la rivière à Beaufort-sur-Gervanne est de 1,01 m3/s.
La Gervanne présente des fluctuations saisonnières de débit assez marquées, avec une période de hautes eaux allant du début de l'hiver jusqu'au printemps, et portant le débit mensuel moyen à un niveau situé entre 1,15 et 1,76 m3/s, de novembre à mai inclus (avec un maximum en février-mars et surtout avril). Dès fin mai le débit diminue rapidement pour aboutir à la période des basses eaux qui se déroule de juillet à septembre inclus, amenant une baisse du débit moyen mensuel allant jusqu'à 0,128 m3/s au mois d'août, ce qui reste assez acceptable. Mais les fluctuations de débit peuvent être bien plus importantes selon les années et sur des périodes plus courtes.

### Étiage ou basses eaux
À l'étiage le VCN3 peut chuter jusque 0,004 m3/s, en cas de période quinquennale sèche, soit 4 litres par seconde, ce qui est très sévère, le cours d'eau étant ainsi presque à sec. Mais ce cas est fréquent dans la région.

### Crues
Les crues peuvent être assez importantes, mais moindres que celles qui affectent les cours d'eau de l'autre rive du Rhône, la région cévenole. Les QIX 2 et QIX 5 valent respectivement 19 et 31 m3/s. Le QIX 10 est de 39 m3/s, le QIX 20 de 47 m3/s, tandis que le QIX 50 se monte à 57 m3/s.
Le débit instantané maximal enregistré à Beaufort-sur-Gervanne durant cette période, a été de 75,2 m3/s le 2 décembre 2003, tandis que le débit journalier maximal enregistré était de 40,5 m3/s le même jour, ainsi que la hauteur maximale instantanée à 175 cm ou 1,75 m. Si l'on compare la première de ces valeurs à l'échelle des QIX de la rivière, l'on constate que cette crue était bien plus importante que la crue cinquantennale définie par le QIX 50 et donc tout à fait exceptionnelle.

### Lame d'eau et débit spécifique
La lame d'eau écoulée dans le bassin versant de la Gervanne est de 303 millimètres annuellement, ce qui est un peu inférieur à la moyenne d'ensemble de la France tous bassins confondus, mais surtout nettement moins élevé que la moyenne du bassin de la Drôme (493 millimètres par an). Le débit spécifique de la rivière (ou Qsp) affiche dès lors le chiffre de 9,6 litres par seconde et par kilomètre carré de bassin.

## Curiosités - Tourisme
La plus grande partie du bassin de la rivière fait partie du parc naturel régional du Vercors.
- Omblèze : gorges d'Omblèze (site classé), cascades de la Druise et de la Pissoire, tuf. Nombreuses grottes et sources sur le plateau d'Ambel (1 400 m d'altitude). Sports : escalade sur la falaise du roc d'Anse et dans les gorges, randonnées. Église romane et chapelle d'Ansage du XIIe siècle, reste d'un ancien prieuré.
- Plan-de-Baix : Église Notre-Dame, romane du XIIe siècle, ancien prieuré clunisien. Sports : Rocher du Vellan (870 m) randonnées y compris à dos d'âne, VTT, pêche. Grottes. Gîtes ruraux et chambres d'hôte. Au sommet du Vellan : vue sur les vallées du Rhône, de la Drôme et de la Gervanne.
- Beaufort-sur-Gervanne : Village perché avec vestiges de remparts et fortifications. Nombreuses anciennes maisons et ruelles pittoresques. Jardin de plantes aromatiques et médicinales. Source des Fontaigneux, de Sarrier, de Bourne. Station climatique d'été, randonnées, chasse, pêche, bois. Gîtes ruraux et camping.
- Mirabel-et-Blacons : Enceinte fortifiée du village haut-perché de Mirabel avec remparts et trois tours. Château du XVIIe à Blacons. Rives de la Drôme et de la Gervanne. Centre équestre, gîtes ruraux, chambres d'hôte.
- Non loin de là : la petite ville de Crest possède un riche patrimoine architectural civil et religieux : donjon le plus haut de France (52 m) des XIIe et XVe siècles, églises du Saint-Sauveur et Sainte-Marie, plusieurs chapelles d'anciens couvents (Cordeliers, Capucins Ursulines, etc), nombreuses maisons et hôtels des XVe, XVIe et XVIIe siècles.

- La liste des rivières de France
- Le Rhône
- La Drôme
- Le Bez